# Superpuchar Włoch w piłce siatkowej mężczyzn
Superpuchar Włoch w piłce siatkowej mężczyzn (wł. Supercoppa italiana) - cykliczne rozgrywki w piłce siatkowej organizowane corocznie przez Lega Pallavolo Serie A we współpracy z Włoskim Związkiem Piłki Siatkowej (wł. Federazione Italiana Pallavolo, FIPAV) dla mistrza i zdobywcy Pucharu Włoch. 
Rozgrywki o siatkarski Superpuchar Włoch rozgrywane są od 1996 roku. Pierwszym zwycięzcą tych rozgrywek został klub Alpitour Traco Cuneo. Najwięcej razy to trofeum zdobył Sisley Treviso.

## Historia
Pierwszy mecz o Superpuchar Włoch rozegrany został 22 września 1996 roku w Palasport di Cuneo pomiędzy klubami Alpitour Traco Cuneo i Sisley Treviso.

## Zwycięzcy
| Edycja | Data       | Miejsce spotkania                             | 1. miejsce                                           | 2. miejsce                                                  | Wynik spotkania                         |
| ------ | ---------- | --------------------------------------------- | ---------------------------------------------------- | ----------------------------------------------------------- | --------------------------------------- |
| I      | 22.09.1996 | Cuneo (Palasport Cuneo)                       | Alpitour Traco Cuneo (Zdobywca Pucharu Włoch)        | Sisley Treviso (Mistrz Włoch)                               | 3:1 (15:12, 15:7, 11:15, 15:11)         |
| II     | 20.09.1997 | Neapol (PalaArgento)                          | Casa Modena Unibon (Mistrz i zdobywca Pucharu Włoch) | Alpitour Traco Cuneo (Finalista Pucharu Włoch)              | 3:1 (7:15, 15:11, 15:8, 15:13)          |
| III    | 06.12.1998 | Villorba (PalaVerde)                          | Sisley Treviso (Mistrz Włoch)                        | Casa Modena Unibon (Zdobywca Pucharu Włoch)                 | 3:0 (15:6, 15:12, 15:12)                |
| IV     | 26.09.1999 | Triest (PalaTrieste)                          | TNT Alpitour Cuneo (Zdobywca Pucharu Włoch)          | Sisley Treviso (Mistrz Włoch)                               | 3:1 (25:21, 25:19, 23:25, 25:19)        |
| V      | 14.10.2000 | Rieti (PalaSojourner)                         | Sisley Treviso (Zdobywca Pucharu Włoch)              | Ford per il Bambino Gesů Roma (Mistrz Włoch)                | 3:0 (25:22, 25:20, 25:20)               |
| VI     | 26.09.2001 | Favara (Palasport Antonio Giglia)             | Sisley Treviso (Mistrz Włoch)                        | Lube Banca Marche Macerata (Zdobywca Pucharu Włoch)         | 3:0 (28:26, 25:23, 25:22)               |
| VII    | 19.10.2002 | Modena (PalaPanini)                           | Noicom Bre Banca Cuneo (Zdobywca Pucharu Włoch)      | Meta Daytona Modena (Mistrz Włoch)                          | 3:0 (25:18, 25:20, 25:15)               |
| VIII   | 23.10.2003 | Rawenna (Pala De Andrè)                       | Sisley Treviso (Mistrz Włoch)                        | Lube Banca Marche Macerata (Zdobywca Pucharu Włoch)         | 3:1 (25:18, 19:25, 25:11, 25:21)        |
| IX     | 12.10.2004 | Roseto degli Abruzzi (Pala Maggetti)          | Sisley Treviso (Mistrz i zdobywca Pucharu Włoch)     | Bre Banca Lannutti Cuneo (Finalista Pucharu Włoch)          | 3:0 (25:19, 27:25, 25:15)               |
| X      | 06.10.2005 | Mediolan (Palalido)                           | Sisley Treviso (Mistrz i zdobywca Pucharu Włoch)     | Tonno Callipo Vibo Valentia (Finalista Pucharu Włoch)       | 3:0 (25:17, 25:23, 27:25)               |
| XI     | 14.09.2006 | Pesaro (Adriatic Arena)                       | Lube Banca Marche Macerata (Mistrz Włoch)            | Bre Banca Lannutti Cuneo (Zdobywca Pucharu Włoch)           | 3:1 (18:25, 25:21, 25:18, 25:21)        |
| XII    | 24.09.2007 | Triest (PalaTrieste)                          | Sisley Treviso (Mistrz i zdobywca Pucharu Włoch)     | M. Roma Volley (Finalista Pucharu Włoch)                    | 3:0 (25:19, 25:19, 25:21)               |
| XIII   | 20.09.2008 | Florencja (Nelson Mandela Forum)              | Lube Banca Marche Macerata (Zdobywca Pucharu Włoch)  | Itas Diatec Trentino (Mistrz Włoch)                         | 3:0 (36:34, 25:19, 25:19)               |
| XIV    | 20.09.2009 | Frosinone ("Città di Frosinone")              | CoprAtlantide Piacenza (Mistrz Włoch)                | Lube Banca Marche Macerata (Zdobywca Pucharu Włoch)         | 3:2 (25:19, 24:26, 20:25, 25:20, 20:18) |
| XV     | 29.12.2010 | Turyn (PalaRuffini)                           | Bre Banca Lannutti Cuneo (Mistrz Włoch)              | Itas Diatec Trentino (Zdobywca Pucharu Włoch)               | 3:0 (25:20, 25:23, 25:22)               |
| XVI    | 01.11.2011 | Cagliari (PalaRockefeller)                    | Itas Diatec Trentino (Mistrz Włoch)                  | Bre Banca Lannutti Cuneo (Zdobywca Pucharu Włoch)           | 3:1 (25:22, 25:20, 18:25, 25:20)        |
| XVII   | 30.09.2012 | Modena (PalaPanini)                           | Cucine Lube Banca Marche Macerata (Mistrz Włoch)     | Itas Diatec Trentino (Zdobywca Pucharu Włoch)               | 3:2 (25:23, 19:25, 28:26, 20:25, 15:11) |
| XVIII  | 09.10.2013 | Trydent (PalaTrento)                          | Diatec Trentino (Mistrz i zdobywca Pucharu Włoch)    | Cucine Lube Banca Marche Macerata (Finalista Pucharu Włoch) | 3:0 (25:23, 25:23, 25:21)               |
| XIX    | 14.10.2014 | Brindisi (PalaPentassuglia)                   | Cucine Lube Banca Marche Treia (Mistrz Włoch)        | Copra Piacenza (Zdobywca Pucharu Włoch)                     | 3:2 (25:15, 26:24, 20:25, 18:25, 15:12) |
| XX     | 20.10.2015 | Modena (PalaPanini)                           | DHL Modena (Zdobywca Pucharu Włoch)                  | Diatec Trentino (Mistrz Włoch)                              | 3:2 (35:37, 25:23, 25:23, 23:25, 15:11) |
| XXI    | 25.09.2016 | Modena (PalaPanini)                           | Azimut Modena                                        | Sir Safety Conad Perugia                                    | 3:2 (25:22, 19:25, 25:22, 24:26, 17:15) |
| XXII   | 08.10.2017 | Macerata (Palasport Fontescodella)            | Sir Safety Conad Perugia                             | Cucine Lube Civitanova                                      | 3:1 (25:20, 22:25, 25:17, 28:26)        |
| XXIII  | 07.10.2018 | Perugia (PalaEvangelisti)                     | Azimut Leo Shoes Modena                              | Itas Trentino                                               | 3:2 (25:23, 25:19, 16:25, 18:25, 15:8)  |
| XXIV   | 02.11.2019 | Civitanova Marche (PalaCivitanova)            | Sir Safety Conad Perugia                             | Leo Shoes Modena                                            | 3:2 (27:25, 23:25, 25:23, 18:25, 15:12) |
| XXV    | 25.09.2020 | Werona (PalaOlimpia)                          | Sir Safety Conad Perugia                             | Cucine Lube Civitanova                                      | 3:2 (22:25, 25:23, 25:19, 19:25, 16:14) |
| XXVI   | 24.10.2021 | Civitanova Marche (Palasport Eurosuole Forum) | Itas Trentino                                        | Vero Volley Monza                                           | 3:1 (25:11, 25:21, 31:33, 25:14)        |
| XXVII  | 01.11.2022 | Cagliari (Pala Pirastu)                       | Sir Safety Susa Perugia                              | Cucine Lube Civitanova                                      | 3:2 (20:25, 25:22, 23:25, 25:22, 15:8)  |
| XXVIII | 01.11.2023 | Biella (Biella Forum)                         | Sir Susa Vim Perugia                                 | Cucine Lube Civitanova                                      | 3:2 (22:25, 23:25, 25:21, 34:32, 15:12) |
| XXIX   | 22.09.2024 | Florencja (Palazzo Wanny)                     | Sir Susa Vim Perugia                                 | Itas Trentino                                               | 3:2 (25:18, 19:25, 15:25, 25:17, 15:9)  |